# Verbascum varians
Verbascum varians là một loài thực vật có hoa trong họ Huyền sâm. Loài này được Freyn & Sint. miêu tả khoa học đầu tiên.